# Вулиця Василя Максютова (Житомир)
Вулиця Василя Максютова — вулиця в Богунському районі Житомира. Названа на честь учасника Другої світової війни, генерала-майора Василя Максютова.

## Історія
До 20 травня 2016 року мала назву «2-й провулок Максютова».
Відповідно до розпорядження голови Житомирської ОДА був перейменований на вулицю Василя Максютова.